# Suriname aux Jeux olympiques d'été de 2020
Le Suriname participe aux Jeux olympiques d'été de 2020 à Tokyo. Il s'agit de leur 14e participation aux Jeux d'été.

## Athlètes engagés
| Sport     | Hommes | Femmes | Total |
| --------- | ------ | ------ | ----- |
| Badminton | 1      | 0      | 1     |
| Cyclisme  | 1      | 0      | 1     |
| Natation  | 1      | 0      | 1     |
| Total     | 3      | 0      | 3     |

## Résultats

### Badminton
Sören Opti (classé 274e) bénéficie d'une invitation tripartite. Cependant, il est testé positif à la Covid-19 avant son départ et ne peut prendre part à la compétition
| Athlète    | Compétition   | Phase de groupes      | Phase de groupes        | Phase de groupes | Phase de groupes | 1/8e de finale   | Quarts de finale | Demi-finales     | Finale           | Finale  |
| Athlète    | Compétition   | Adversaire Score      | Adversaire Score        | Adversaire Score | Rang             | Adversaire Score | Adversaire Score | Adversaire Score | Adversaire Score | Rang    |
| ---------- | ------------- | --------------------- | ----------------------- | ---------------- | ---------------- | ---------------- | ---------------- | ---------------- | ---------------- | ------- |
| Sören Opti | Simple hommes | Shi Défaite (forfait) | Abela Défaite (forfait) | Non disputé      | 3e du gr. H      | Éliminé          | Éliminé          | Éliminé          | Éliminé          | Éliminé |

### Cyclisme sur piste
Sur la base de son classement olympique individuel final de l'UCI, le cycliste Jair Tjon En Fa est qualifié pour le sprint et pour le keirin. 
| Athlète         | Compétition                 | Qualification       | Qualification | 32ème de finale          | Repêchages 1                 | 16ème de finale          | Repêchages 2             | 8ème de finale           | Repêchages 3             | Quarts de finale         | Demi-finale              | Finale Match de classement | Finale Match de classement |
| Athlète         | Compétition                 | Temps Vitesse       | Rang          | Adversaire Temps Vitesse | Adversaire Temps Vitesse     | Adversaire Temps Vitesse | Adversaire Temps Vitesse | Adversaire Temps Vitesse | Adversaire Temps Vitesse | Adversaire Temps Vitesse | Adversaire Temps Vitesse | Adversaire Temps Vitesse   | Rang                       |
| --------------- | --------------------------- | ------------------- | ------------- | ------------------------ | ---------------------------- | ------------------------ | ------------------------ | ------------------------ | ------------------------ | ------------------------ | ------------------------ | -------------------------- | -------------------------- |
| Jair Tjon En Fa | Vitesse individuelle hommes | 9 s 472 76,014 km/h | 6e            | Levy Défaite             | Hart Xu 10 s 016 71,885 km/h | Lavreysen Défaite        | Vigier Défaite           | Eliminé                  | Eliminé                  | Eliminé                  | Eliminé                  | Eliminé                    | Eliminé                    |

| Athlète         | Compétition   | 1er tour | Repêchages | Quarts de finale | Demi-finale | Finale (1-6) ou classement (7-12) |
| Athlète         | Compétition   | Rang     | Rang       | Rang             | Rang        | Rang                              |
| --------------- | ------------- | -------- | ---------- | ---------------- | ----------- | --------------------------------- |
| Jair Tjon En Fa | Keirin hommes | 6e       | 2e         | 3e               | 3e          | 4e                                |

### Natation
Renzo Tjon-A-Joe a réalisé les minimas de sélection (mais pas de qualification directe) en nage libre sur les distances de 50m et 100m		
| Athlète          | Épreuve                  | Série   | Série | Demi-finale | Demi-finale | Finale  | Finale  |
| Athlète          | Épreuve                  | Temps   | Rang  | Temps       | Rang        | Temps   | Rang    |
| ---------------- | ------------------------ | ------- | ----- | ----------- | ----------- | ------- | ------- |
| Renzo Tjon-A-Joe | 50 m nage libre masculin | 22 s 56 | 36e   | Éliminé     | Éliminé     | Éliminé | Éliminé |